# Peachia mira
Peachia mira is een zeeanemonensoort uit de familie Haloclavidae.
Peachia mira is voor het eerst wetenschappelijk beschreven door Carlgren in 1943.